# Модулятор

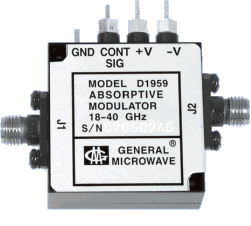
Високочастотний модулятор

Схема кільцевого модулятора

Демонстрація накладення низьких частот на сигнал-носій (високочастотний). Амплітудна (AM) і частотна (FM) модуляції.

Модулятор (англ. modulator, фр. modulateur, нім. Modler m, Modulator m) — пристрій, що здійснює модуляцію сигналів. Складова частина передавача в каналах електрозв'язку, оптичного та звукового зв'язку, оптичних звукозаписуючих, оптоелектронних та ін. пристроїв, за допомогою якої здійснюється керування параметрами гармонічних електромагнітних коливань, тобто модуляція коливань. При гармонічній носійній залежно від виду модуляції розрізняють амплітудні, частотні й фазові модулятори. Аналогічно при імпульсній носійній, коли модулятор здійснює імпульсну модуляцію, розрізняють амплітудно-, широтно-, частотно- та фазоімпульсні модулятори.
Модулятори широко застосовують у різних галузях техніки, пов'язаних з передаванням чи перетворюванням сигналів (повідомлень), зокрема, в техніці зв'язку та автоматичного регулювання, вимірювальній техніці тощо. Приклад застосування модуляторів у гірничій справі — в диспетчерських системах дистанційного контролю включеного-виключеного стану апаратів та механізмів.